# Skakligaen
Skakligaen er den højeste rangerende række indenfor dansk holdskak. Ligaen blev oprettet fra og med 2004-05, og sæsonen efter blev antallet af klubber udvidet fra 8 til 10. Disse mødes kun én gang hver, så det bliver til 9 runder hen over vinteren. Hver klub stiller med 8 spillere, hvor hjemmeholdet har de hvide brikker på bræt, 2, 4, 6 og 8, samt de sorte brikker på de resterende 4 brætter. En sejr giver 1 brætpoint og remis ½ brætpoint. Det hold, der scorer flest brætpoint i en match, får 2 matchpoint. Slutter matchen 4-4, får begge klubber 1 matchpoint. I den samlede stilling rangerer det samlede brætpoint højere end matchpointene.
Under skakligaen er der 2 stk. 1. division, under disse 4 stk. 2. division og under disse de lokale serier.

## Vindere af skakligaen
| År      | Guld                 | Sølv                  | Bronze               | Nedrykning                       |
| ------- | -------------------- | --------------------- | -------------------- | -------------------------------- |
| 2004-05 | Helsinge (43½)       | Sk 1968 (31)          | Brønshøj (30)        | Nordre (22) + K41 (19)           |
| 2005-06 | Helsinge (44½)       | Brønshøj (40½)        | Skolerne (38½)       | Nordre (23) + Føroyar (0)        |
| 2006-07 | Helsinge (47½)       | Brønshøj (45½)        | Skolerne (44)        | SK 1968 (28) + Nørresundby (24)  |
| 2007-08 | Helsinge (45)        | Århus/skolerne (44)   | Brønshøj (37½)       | Sydøstfyn (30½) + Nordre (27½)   |
| 2008-09 | Helsinge (54)        | Århus/skolerne (44½)  | Jetsmark (43½)       | Næstved (26) + Helsingør (24)    |
| 2009-10 | Århus/Skolerne (45½) | K41 (45)              | Brønshøj (44)        | Næstved (22) + Aalborg (18½)     |
| 2010-11 | Jetsmark (45½)       | K41 (45½)             | Sydøstfyn (45½)      | Nordre (26½) + Nørresundby (21½) |
| 2011-12 | Jetsmark (46½)       | Brønshøj (44)         | Århus/Skolerne (40½) | BMS Skak (31) + Hillerød (23)    |
| 2012-13 | Team Nordea Skb (44) | Århus/Skolerne (42½)  | Jetsmark (39½)       | BMS Skak (30) + Øbro (29½)       |
| 2013-14 | Brønshøj (47)        | Team Nordea Skb (46½) | Jetsmark (42)        | K41 (30½) + Nørresundby (27½)    |
| 2014-15 | Skanderborg (46½)    | Brønshøj (43½)        | Jetsmark (43)        | SK 1968 (29) + Esbjerg (18½)     |

Før denne epoke hed den øverste række 1. division; som blev oprettet i 1962. De 52 mesterskaber er fordelt således:
- Helsinge 9
- Århus/Skolerne 7
- Nordre 5
- Brønshøj 5
- Nykøbing Falster 4
- Glistrup 4
- KS 3
- Aalborg 3
- Frederiksberg 3
- Espergærde 2
- K41 2
- Jetsmark 2
- Skanderborg 2
- SK 1938 1
- Esbjerg 1